# Saison 2017 des Phillies de Philadelphie
La saison 2017 des Phillies de Philadelphie est la 135e saison en Ligue majeure de baseball pour cette franchise.
En reconstruction, les Phillies semblent régresser légèrement en 2017, encaissant 5 défaites de plus que la saison précédente. Mais leur saison est en deux temps : l'un des pires clubs des majeures avec seulement 30 victoires à leurs 90 premiers matchs, ils gagnent par la suite la moitié de leurs 72 dernières rencontres.
Ils terminent en dernière place de la division Est de la Ligue nationale pour la 3e fois en 4 ans, complétant leur année avec 66 victoires et 96 revers. C'est la 5e saison perdante de suite pour les Phillies et une 6e consécutive sans participation aux séries éliminatoires.
Parmi les jeunes joueurs émergents qui se distinguent en 2017 pour Philadelphie, on compte Rhys Hoskins, qui du 14 août au 14 septembre frappe 18 circuits en seulement 30 matchs.

## Saison régulière
La saison régulière de 162 matchs des Phillies débute le 3 avril 2017 par une visite aux Reds de Cincinnati et se termine le 1er octobre suivant. Le premier match local de la saison au Citizens Bank Park de Philadelphie oppose les Phillies aux Nationals de Washington le 7 avril.

### Classement
| Ligue nationale division Est | V  | D  | %    | Diff. | Diff. (séries) |
| ---------------------------- | -- | -- | ---- | ----- | -------------- |
| Nationals de Washington      | 97 | 65 | ,599 | -     | -              |
| Marlins de Miami             | 77 | 85 | ,475 | 20    | 10             |
| Braves d'Atlanta             | 72 | 90 | ,444 | 25    | 15             |
| Mets de New York             | 70 | 92 | ,432 | 27    | 17             |
| Phillies de Philadelphie     | 66 | 96 | ,407 | 31    | 21             |